# Danny Graham
Danny Graham, właśc. Daniel Anthony William Graham (ur. 12 sierpnia 1985) – angielski piłkarz grający na pozycji napastnika. Obecnie jest zawodnikiem Blackburn Rovers.
Graham zadebiutował w Premier League w barwach Middlesbrough w 2004 roku przeciwko Manchesterowi United. Podczas czteroletniego pobytu w Middlesbrough tylko raz zaczął mecz od pierwszych minut. Był wypożyczany do różnych klubów z trzech niższych lig, a w 2007 roku podpisał dwuletni kontrakt z Carlisle United. Po wypełnieniu kontraktu przeszedł do klubu Championship, Watford. Był ich najlepszym strzelcem przez dwa sezony. W lipcu 2011 roku podpisał kontrakt z beniaminkiem Premier League, Swansea City. 31 stycznia 2013 roku podpisał trzyipółletni kontrakt z Sunderlandem.